# Порошин, Иван Александрович
Иван Александрович Порошин (псевдоним Н. Белозерский; 1864—1919), писатель, историк, собиратель фольклора.

## Биография
Из купеческой семьи среднего достатка. С 1873 семья жила в Казани. В 1874—1875 годах учился в 1-й казанской гимназии. Продолжил учебу в гимназии Рыбинска, куда переселилась семья в 1876 году. Преподавателю этой гимназии И. С. Полидорову Порошин «считал себя обязанным основательным знакомством своим с русским языком». Закончил гимназический курс в 1882 году казённым стипендиатом классической гимназии при Историко-филологическом институте князя Безбородко в Нежине Черниговской губернии. Преподавателем словесности в Нежине был И. М. Белоруссов, впоследствии директор Орловской классической гимназии, где впоследствии работал Порошин. Годам учёбы в гимназии он посвятил воспоминания «Четверть века назад» (1905).
В августе 1882 года был принят в Московский университет на историко-филологический факультет, осенью 1883 года продолжил учёбу в Петербургском университете на естественном отделении математического факультета. В конце 1884 года ушёл из университета (из-за введения нового устава, ограничивающего права студентов). После сдачи экзамена (1885) в Московском учебном округе на звание учителя русского языка и словесности, и до конца 1890 года служил преподавателем в Орловской классической гимназии. После 1890 года переехал в Киев, где работал домашним учителем в польской помещичьей семье Шидловских (в Киевской губернии) и нескольких других на юге России, в богатой еврейской семье в Петербурге (1895—1899). Итоги своей педагогической службы отразил в книге «Записки учителя» (1903—1905), в которой описал «тот страшный учебно-воспитательный кошмар, что так долго тяготел над русским молодым поколением под громким …названием „классической системы образования“», акцентируя внимание на безжизненности этой системы (изучение древних языков, по мнению П., ненужный «балласт», отнимающий много «времени и духовных сил» у учащихся), одновременно подчеркивал убогость и скудость духовной жизни преподавателей, «излишнюю регламентацию их индивидуального творчества». 
Начало занятий литературой совпало с периодом учительства. С начала 1900-х годов Порошин посвятил себя исключительно литературному труду. В период преподавательской деятельности и позднее много путешествовал по России. Неоднократно выезжал за границу (1896—1905). Посетил Германию, Австро-Венгрию, Швецию, Бельгию, Францию, Швейцарию, Италию. Впечатления от этих путешествий широко использовались им в статьях, очерках, рассказах. Порошин свободно владел несколькими иностранными языками, читал по-латыни, по-гречески. В разные периоды жил в Петербурге, Вильне (1902—1905), Екатеринославе (1906—1907), Одессе, Рязани, Кишинёве (1909). С весны 1910 года вновь вернулся к педагогической работе, был инспектором народных училищ у себя на родине в Белозерском уезде. В 1911 году женился на учительнице Е. И. Ивановской.
Первое опубликованное произведение Порошина — этюд «Последние грезы» (1891), второе — «В пути» (1893). После этого регулярно печатал рассказы в различных журналах и газетах («Русская мысль», «Нива», «Север», «Новый мир», «Приднепровский край», «Бессарабская жизнь»). Впоследствии эти произведения были изданы в пяти отдельных сборников: «Рассказы» (1894), «Грёзы о счастье» (1896), «Русалка и другие рассказы» (1899), «Кусок хлеба и другие рассказы» (1904), «На рассвете и другие рассказы» (1904).
Как журналист Порошин придерживался левых либерально-демократических взглядов. Первая статья «Санкт-Петербургское общество содействия физическому развитию» («Русская жизнь», 1894). Он писал также литературные обозрения, биографические очерки о писателях и обществ, деятелях,
рецензии, путевые очерки и очерки, посвящённые городам России и Западной Европы, статьи о состоянии судоходства, народных промыслов, о положении
крестьян, переселенцев, о помощи голодающим, статьи, поднимающие этические проблемы. Он был специальным корреспондентом газет «Санкт-Петербургские ведомости», «Приднепровский край» (Екатеринослав; в 1906—1907 член редколлегии и фактический редактор), в конце 1909 года фактический редактор газеты «Бессарабская жизнь» (Кишинёв) и автор передовых статей в этих газетах. За 10 лет сотрудничества только в газетах написал не менее 4000 статей. Серия публикаций Порошина посвящена А. И. Герцену: статьи 1898-1899 годов, «Материалы для биографии А. И. Герцена» (1901), брошюра «Герцен, славянофилы и западники» (1905), статьи «Исторический юбилей. (К 50-летию „Колокола“)» (1907), «А. И. Герцен и Маццини» (1912) и др. Эти работы, многие из которых были написаны в обстановке цензурных запретов на сочинения Герцена, знакомили публику с его общественно-политическими взглядами и связями с представителями западно-европейской революционной мысли.
Октябрьская революция 1917 года застигла Порошина в Пскове (с октября 1916 года — инспектор народных училищ). В 1918 году, спасаясь от голода и начавшихся военных действий, переехал с семьёй в город Михайлов, где работал в уездном отделе народного образования заведующим внешкольным отделом. За несколько недель до кончины перешёл на преподавательскую работу.